# Cold Water Flat
Cold Water Flat war eine US-amerikanische Alternative-Rock-Band, die in Amherst, Massachusetts, gegründet wurde und dann in Boston ansässig war. Sie bestand von 1990 bis etwa 1997 und veröffentlichte zwei Studioalben.

## Geschichte
1990 fanden an der University of Massachusetts Amherst drei Studenten zusammen, um eine Band zu gründen, die sie Cold Water Flat nannten. Neben Paul Janovitz, der sang und den Bass bediente, gehörten ihr noch der Schlagzeuger Paul Harding und ein nicht namentlich bekannter Gitarrist an. Als Janovitz 1992 nach New York City zog, stand Cold Water Flat auf der Kippe. Das überraschende Vertragsangebot des belgischen Labels Play It Again Sam verhinderte zumindest noch das Auseinandergehen des Duos Janovitz/Harding. So nahm Cold Water Flat mit der Unterstützung von Jeff Goddard, der Bass und Hammondorgel spielte, das Album Listen auf. Janovitz bediente zum Teil auch den Bass, fungierte aber hauptsächlich als Gitarrist und Sänger. Das Album erschien 1993 in den USA bei Sonic Bubblegum und in Übersee bei Play It Again Sam.
Für die erste kleine Tour stieg Bassist Ted Silva, der sich über eine Annonce gemeldet hatte, ein; Janovitz wechselte endgültig an die Gitarre. Es folgten größere Tourneen im Vorprogramm von Belly und Juliana Hatfield. Der vielversprechende Verlauf ermutigte Silva, fest einzusteigen. Dann wurde das Label Fort Apache in Boston gegründet und Cold Water Flat war deren erste Vertragsband. Im Februar 1995 wurde die Vorabsingle Magnetic North Pole veröffentlicht und im darauffolgenden Monat das selbstbetitelte zweite Album. Die Namensfindung war schwierig, sodass man den Fakt der ersten richtigen Besetzung zum Anlass für eine Selbstbetitelung nahm. Es folgte unmittelbar darauf wieder eine Tour mit Belly. In Köln fiel der Headliner aus und Cold Water Flat gab für die Belly-Fans notgedrungen ein Gratiskonzert.
Unglücklicherweise war die Single den US-Radiomachern für ihr Programm nicht seicht genug, was eine Popularitätssteigerung verhinderte. Weder half das Airplay einiger College-Sender noch die Freigabe des Liedes für Promotionsampler, um den erwarteten Erfolg zu verbuchen. Ein Videoclip des Titels für MTV und die Versorgung der Radiostationen mit Promotion-Auskopplungen anderer Album-Songs schlugen auch nicht durch. Als Konsequenz löste sich die Band etwa 1997 auf.
Janovitz verlagerte seinen Stil auf akustische Musik, die er oft solo in kleineren Clubs im Raum Boston zum Besten gab. Als er gesundheitliche Probleme bekam, wechselte er noch einmal sein Instrument, und zwar auf das, welches er noch vor dem Bass erlernt hatte: das Schlagzeug. Außerdem widmete er sich der Fotografie. Er machte Fotos für das Boston Magazine und viele Musiker und Aufnahmestudios aus der Region beauftragten ihn für Werbeaufnahmen.
Paul Janovitz starb am 3. Februar 2023 in seinem Haus in Bedford, Massachusetts. Er war der jüngere Bruder des Buffalo-Tom-Mitglieds Bill Janovitz.

## Stil
AllMusic und Discogs führen die Band unter „Alternative Rock“. Ebenso das Branchenmagazin MusikWoche. Darin heißt es, wenn es sich nicht gerade um eine Ballade handele, könne man von melodischem Rock mit harten, daher sperrigen Riffs sprechen. Der Gesang sei emotional-pathetisch im Eddie-Vedder-Stil.
Dem Promotionmagazin Play MCA erklärte Janovitz: „Wir machen keine lustige Musik, aber unsere Songs sind trotzdem weder zynisch noch pessimistisch.“ Momente der Unsicherheit und des Selbstzweifels durchlebe jeder mal, dies sei normal. Ullrich Maurer wies in der Musikzeitschrift Intro darauf hin, dass – live wie auf CD – die Texte immer unverständlich seien, woraufhin Janovitz antwortete: „Eigentlich geht es niemanden wirklich etwas an, was genau ich sage. Für mich ist das Songwriting eine Art Reinigungsprozeß zur Vergangenheitsbewältigung.“

## Diskografie
- 1993: Listen (Sonic Bubblegum/Play It Again Sam)
- 1995: Cold Water Flat (Fort Apache/MCA)